# Yūya Takazawa
Yūya Takazawa (jap. 髙澤 優也, Takazawa Yūya; * 19. Februar 1997 in Tokio, Präfektur Tokio) ist ein japanischer Fußballspieler.

## Karriere
Yūya Takazawa erlernte das Fußballspielen in der Schulmannschaft der RKU Kashiwa High School sowie in der Universitätsmannschaft der Ryūtsū-Keizai-Universität. Von April 2015 bis August 2017 wurde er von der Universität an Ryutsu Keizai Dragons Ryugasaki ausgeliehen. 2019 wechselte er zu Thespakusatsu Gunma. Der Verein aus Kusatsu, einer Stadt in der Präfektur Gunma, spielte in der dritthöchsten Liga, der J3 League. Ende der Saison wurde er mit dem Club Vizemeister und stieg in die zweite Liga auf. Nach dem Aufstieg verließ er den Verein und schloss sich Anfang 2020 dem Erstligisten Ōita Trinita aus Ōita an. Am 1. August 2021 wechselte er auf Leihbasis zum Zweitligisten Albirex Niigata nach Niigata. Für Niigata absolvierte er 13 Zweitligaspiele. Direkt im Anschluss wurde er am 1. Februar 2022 eine Saison an den Drittligisten Giravanz Kitakyūshū ausgeliehen. Für Kitakyūshū bestritt er 19 Drittligaspiele. Nach Vertragsende bei Ōita Trinita wechselte er zu Beginn der Saison 2023 zum Zweitligisten FC Machida Zelvia. Am Ende der Saison 2023 feierte er mit Machida die Zweitligameisterschaft sowie den Aufstieg in die erste Liga. Nach dem Aufstieg verließ er den Verein und schloss sich im Januar 2024 dem Zweitligisten Thespakusatsu Gunma an. Am Ende der Saison 2024 musste er mit dem Verein als Tabellenletzter den Weg in die Drittklassigkeit antreten.

## Erfolge
Thespakusatsu Gunma
- Japanischer Drittligavizemeister: 2019  ▲

FC Machida Zelvia
- Japanischer Zweitligameister: 2023  ▲